# Бодъл
Бодъл (на английски: Bothell) е град в окръг Кинг, щата Вашингтон, САЩ. Бодъл е с население от 30 150 жители (2000) и обща площ от 31,2 km². Намира се на 23 m надморска височина. ЗИП кодът му е 98011, 98012, 9802, а телефонният му код е 425.